# Hygropoda yunnan
Espèce
Hygropoda yunnan est une espèce d'araignées aranéomorphes de la famille des Pisauridae.

## Distribution
Cette espèce se rencontre en Chine au Yunnan, au Laos et en Thaïlande,.

## Description
La femelle holotype mesure 10,80 mm, les femelles mesurent de 7,92 à 11,30 mm.
Le mâle décrit par Dankittipakul, Singtripop et Zhang en 2008 mesure 6,94 mm et la femelle 10,77 mm.

## Étymologie
Son nom d'espèce lui a été donné en référence au lieu de sa découverte, le Yunnan.

## Publication originale
- Zhang, Zhu & Song, 2004 : A review of the Chinese nursery-web spiders (Araneae, Pisauridae). Journal of Arachnology, vol. 32, no 3, p. 353-417 (texte intégral).